# Matthew Nastuk
Matthew Nastuk est un réalisateur et animateur américain qui travaille notamment pour Les Simpson depuis la dixième saison.

## Filmographie

### Réalisateur

#### PourLes Simpson
| Année                        | Titre                                | Titre original                                   | Saison                              | Épisode        | Scénariste                                                        |
| ---------------------------- | ------------------------------------ | ------------------------------------------------ | ----------------------------------- | -------------- | ----------------------------------------------------------------- |
| 1998                         | Hippie Hip Hourra !                  | D'oh-in' in the Wind                             | 10                                  | 6              | Donick Cary                                                       |
| 1999                         | C'est dur la culture                 | Make Room for Lisa                               | 10                                  | 16             | Brian Scully                                                      |
| 1999                         | Le Jouet qui tue                     | Gift of the Magi                                 | 11                                  | 9              | Tom Martin                                                        |
| 2000                         | Simpson Horror Show XI               | Treehouse of Horror XI                           | 12                                  | 1              | Rob LaZebnik, Mike Scully, John Frink, Don Payne et Carolyn Omine |
| 2001                         | Le Pire Épisode                      | Worst Episode Ever                               | 12                                  | 11             | Larry Doyle                                                       |
| 2002                         | Un homme et deux femmes              | Brawl in the Family                              | 13                                  | 7              | Joel H. Cohen                                                     |
| 2002                         | Apu puni                             | The Sweetest Apu                                 | 13                                  | 19             | John Swartzwelder                                                 |
| 2003                         | Homer va le payer                    | Barting Over                                     | 14                                  | 11             | Andrew Kreisberg                                                  |
| 2003                         | La Bête de la bête                   | The Fat and the Furriest                         | 15                                  | 5              | Joel H. Cohen                                                     |
| 2004                         | Un gros soûl, des gros sous          | Milhouse Doesn’t Live Here Anymore               | 15                                  | 12             | Julie et David Chambers                                           |
| 2004                         | Attrapez-nous si vous pouvez         | Catch 'Em If You Can                             | 15                                  | 18             | Ian Maxtone-Graham                                                |
| 2004                         | Le Mal de mère                       | She Used to Be My Girl                           | 16                                  | 4              | Tim Long                                                          |
| 2005                         | Le Bon, les Brutes et la Balance     | The Seven-Beer Snitch                            | 16                                  | 14             | Bill Odenkirk                                                     |
| 2005                         | Un casse sans casse                  | The Last of the Red Hat Mamas                    | 17                                  | 7              | Joel H. Cohen                                                     |
| 2006                         | Échange d'épouses                    | Homer Simpson, This Is Your Wife                 | 17                                  | 15             | Ricky Gervais                                                     |
| 2006                         | Marge reste de glace                 | Ice Cream of Margie (with the Light Blue Hair)   | 18                                  | 7              | Carolyn Omine                                                     |
| 2007                         | Homerazzi                            | Homerazzi                                        | 18                                  | 16             | J. Stewart Burns                                                  |
| 2007                         | Infos sans gros mot                  | You Kent Always Say What You Want                | 18                                  | 22             | Tim Long                                                          |
| 2007                         | Le Cow-boy des rues                  | Midnight Towboy                                  | 19                                  | 3              | Stephanie Gillis                                                  |
| 2008                         | L'Infiltré                           | The DeBarted                                     | 19                                  | 13             | Joel H. Cohen                                                     |
| 2009                         | Lisa la reine du drame               | Lisa the Drama Queen                             | 20                                  | 9              | Brian Kelley                                                      |
| 2009                         | Mon père avait tort                  | Father Knows Worst                               | 20                                  | 18             | Rob LaZebnik                                                      |
| 2010                         | Il était une fois à Springfield      | Once Upon a Time in Springfield                  | 21                                  | 10             | Stephanie Gillis                                                  |
| 2010                         | Le Mot de Moe                        | Moe Letter Blues                                 | 21                                  | 21             | Stephanie Gillis                                                  |
| 2011                         | Pas comme ma mère                    | Lisa Simpson, This Isn't Your Life               | 22                                  | 5              | Joel H. Cohen                                                     |
| 2011                         | Papa furax : le film                 | Angry Dad: The Movie                             | 22                                  | 14             | John Frink                                                        |
| 2011                         | Mémoire effacée                      | The Falcon and the D'ohman                       | 23                                  | 1              | Justin Hurwitz                                                    |
| 2012                         | Enfin la liberté                     | At Long Last Leave                               | 23                                  | 14             | Michael Price                                                     |
| 2012                         | Gone Papi Gone                       | Gone Abie Gone                                   | 24                                  | 4              | Joel H. Cohen                                                     |
| 2013                         | Adulte une fois                      | Hardly Kirk-ing                                  | 24                                  | 13             | Tom Gammill et Max Pross                                          |
| 2013                         | Whisky Bizness                       | Whizky Business                                  | 24                                  | 19             | Valentina L. Garza                                                |
| 2014                         | Piratez cet épisode                  | Steal This Episode                               | 25                                  | 9              | J. Stewart Burns                                                  |
| 2014                         | Bart fait des bébés                  | What to Expect When Bart's Expecting             | 25                                  | 19             | John Frink                                                        |
| 2014                         | Embrique-moi                         | Brick Like Me                                    | 25                                  | 20             | Brian Kelley                                                      |
| 2014                         | Fric-frack                           | Opposites A-Frack                                | 26                                  | 5              | Valentina L. Garza                                                |
| 2015                         | Le Musk qui venait d'ailleurs        | The Musk Who Fell to Earth                       | 26                                  | 12             | Neil Campbell                                                     |
| 2015                         | Le Rêve de tout homme                | Every Man's Dream                                | 27                                  | 1              | J. Stewart Burns                                                  |
| 2016                         | Chagrin constant                     | Gal of Constant Sorrow                           | 27                                  | 14             | Carolyn Omine                                                     |
| 2016                         | Fland canyon                         | Fland Canyon                                     | 27                                  | 19             | J. Stewart Burns                                                  |
| 2016                         | Simprovise                           | Simprovised                                      | 27                                  | 21             | John Frink                                                        |
| 2016                         | Souvenirs d'enfance                  | Monty Burns' Fleeing Circus                      | 28                                  | 1              | Tom Gammill et Max Pross                                          |
| 2017                         | Cochon de Burns                      | Pork and Burns                                   | 28                                  | 11             | Rob LaZebnik                                                      |
| 2017                         | Le Blues de Moho                     | Moho House                                       | 28                                  | 21             | Jeff Martin                                                       |
| 2017                         | La Maire est bleue                   | The Old Blue Mayor She Ain't What She Used to Be | 29                                  | 6              | Tom Gammill et Max Pross                                          |
| 2018                         | Sans titre                           | 3 Scenes Plus a Tag from a Marriage              | 29                                  | 13             | Tom Gammill et Max Pross                                          |
| 2018                         | L'Échelle de Flanders                | Flanders' Ladder                                 | 29                                  | 21             | J. Stewart Burns                                                  |
| 2018                         | De Russie sans amour                 | From Russia Without Love                         | 30                                  | 6              | Michael Ferris                                                    |
| 2019                         | Je sais danser en gros               | I'm Dancing as Fat as I Can                      | 30                                  | 13             | Jane Becker                                                       |
| 2019                         | T'oh Canada                          | D'oh Canada                                      | 30                                  | 21             | Tim Long et Miranda Thompson                                      |
| 2019                         | Les Gorilles sur le mât              | Gorillas on the Mast                             | 31                                  | 5              | Max Cohn                                                          |
| 2020                         | La Malédiction de Lisa Simpson       | The Miseducation of Lisa Simpson                 | 31                                  | 12             | J. Stewart Burns                                                  |
| Prêtres en guerre (Partie 2) | Warrin' Priests (Part 2)             | 19                                               | 31                                  | Pete Holmes    |                                                                   |
| La Route de Cincinnati       | The Road to Cincinnati               | 32                                               | 8                                   | Jeff Westbrook |                                                                   |
| 2021                         | Reine du journal intime              | 32                                               | Diary Queen                         | Jeff Westbrook | 12                                                                |
| 2021                         | Panique dans les rues de Springfield | 32                                               | Panic on the Streets of Springfield | 19             | Tim Long                                                          |
| 2021                         | Comment nous étions                  | The Wayz We Were                                 | 33                                  | 4              | Joel H. Cohen                                                     |
| 2022                         | Une Marge interminable               | The Longest Marge                                | 33                                  | 11             | Brian Kelley                                                      |
| 2022                         | Les filles veulent s'amuser          | Girls Just Shauna Have Fun                       | 33                                  | 19             | Jeff Westbrook                                                    |
| 2022                         | Lisa en colère                       | One Angry Lisa                                   | 34                                  | 2              | Jessica Conrad                                                    |
| 2023                         | Annule cet épisode                   | Write Off This Episode                           | 34                                  | 19             | J. Stewart Burns                                                  |
| 2023                         | Une vie pleine de gaffes             | It's a Blunderful Life                           | 35                                  | 7              | Elisabeth Kiernan Averick                                         |
| 2023                         | La Romance de Bonny                  | AE Bonny Romance                                 | 35                                  | 8              | Michael Price                                                     |
| 2024                         | Le Problème des pourboires           | The Tipping Point                                | 35                                  | 17             | J. Stewart Burns                                                  |
| 2024                         | Recherche Lisa désespérément         | Desperately Seeking Lisa                         | 36                                  | 3              | Tim Long                                                          |
| 2024                         | Homer et ses sœurs                   | Homer and Her Sisters                            | 36                                  | 9              | Nick Dahan                                                        |
| 2025                         | Estranger Things                     | Estranger Things                                 | 36                                  | 22             | Tim Long                                                          |

#### Autre
- 2000 : Ghost of Stephen Foster

### Animateur
- 1990 : Do the Bartman
- 1990 : The Real Ghost Busters (16 épisodes)
- 1990-1998 : Les Simpson (39 épisodes)
- 1991 : Swamp Thing (1 épisode)
- 1991-1992 : Les Razmoket (10 épisodes)
- 1994 : Edith Ann: Homeless Go Home
- 1994 : Duckman: Private Dick/Family Man (2 épisodes)
- 2004 : Do Geese See God?
- 2014 : The Simpsons Take the Bowl